# Meringopus turanus
Meringopus turanus är en stekelart som först beskrevs av Heinrich Habermehl 1918.
Meringopus turanus ingår i släktet Meringopus och familjen brokparasitsteklar. Arten är reproducerande i Sverige. Inga underarter finns listade i Catalogue of Life.